# Dipoena mertoni
Dipoena mertoni är en spindelart som beskrevs av Claude Lévi 1963. Dipoena mertoni ingår i släktet Dipoena och familjen klotspindlar.
Artens utbredningsområde är Panama. Inga underarter finns listade i Catalogue of Life.